# Acontius humiliceps
Espèce
Synonymes
- Aporoptychus humiliceps Simon, 1907

Acontius humiliceps est une espèce d'araignées mygalomorphes de la famille des Cyrtaucheniidae.

## Distribution
Cette espèce est endémique de Bioko en Guinée équatoriale.

## Publication originale
- Simon, 1907 : Arachnides recueillis par L. Fea sur la côte occidentale d'Afrique. 1re partie. Annali del Museo Civico di Storia Naturale di Genova, sér. 3, vol. 3, p. 218-323 (texte intéral).